# 吴家镇 (北镇市)
吴家乡，是中华人民共和国辽宁省锦州市北镇市下辖的一个乡镇级行政单位。

## 行政区划
吴家乡下辖以下地区：
吴家村、合兴村、东兴村、盘蛇村、高台子村和徐姚村。